# Nijmeegse Vierdaagse 2018
De 102e editie van de Nijmeegse Vierdaagse ging van start op dinsdag 17 juli 2018 en eindigde op vrijdag 20 juli z.j.
Van de 51.130 inschrijvingen mogen er 47.000 mensen meedoen. Er zijn 38.443 mensen die direct recht hadden op een startbewijs. De 8.557 resterende startbewijzen werden verloot waardoor 4.130 mensen werden uitgeloot. De 1744 uitgelote mensen en militairen kregen een herkansing en konden zich herinschrijven tussen 23 april en 29 april 2018.
Er deden wandelaars uit 84 landen mee, een recordaantal nationaliteiten.
De 86-jarige recordhouder Bert van der Lans liep tijdens deze editie de vierdaagse voor de 71e keer uit. Later bleek dat dit de laatste keer was dat hij de mars uitliep.

## Barometer
| Inschrijvingen                   | 47.000 |
| Inschrijvingen per 1 juli        | 47.431 |
| Aangemeld op zondag en maandag   | 44.480 |
| 1e dag niet gestart/ uitgevallen | 607    |
| 1e dag uitgelopen                | 43.873 |
| 2e dag niet gestart/ uitgevallen | 1.344  |
| 2e dag uitgelopen                | 42.529 |
| 3e dag niet gestart/ uitgevallen | 1.225  |
| 3e dag uitgelopen                | 41.304 |
| 4e dag niet gestart/ uitgevallen | 298    |
| Vierdaagse uitgelopen            | 41.006 |